# Верховный суд Мальдив
Верховный Суд Мальдив (мальд. ދިވެހިރާއްޖޭގެ ސުޕްރީމް ކޯޓު) — высший судебный орган Республики Мальдивы. Является высшим судебным органом Республики, а также органом, администрирующим судебную систему.
Верховный Суд состоит из 5 членов, назначаемых на должность Президентом Республики с согласия парламента. Срок пребывания в должности судей не ограничивается.
Основной функцией Верховного Суда является рассмотрение жалоб на решения Высшего суда Мальдив, являющегося судом апелляционной инстанции. Также Верховный Суд рассматривается как суд первой и последней инстанции в делах, касающихся серьёзных конституционных конфликтов, споров между органами власти, а также в вопросах конституционности законов и актов Президента Республики.
Кроме того, Верховный Суд уполномочен определять процедуру рассмотрения дел в судах Республики. Законодательством Мальдив определяются только основные принципы, в то время как детально процедура описывается в правилах, принимаемых Верховным Судом.
Также Верховный Суд обладает правом истребования у любого нижестоящего суда дела для проверки законности процедуры его рассмотрения. При этом Верховный Суд вправе давать нижестоящим судам обязательные к исполнению указания касательно соблюдения законодательства Республики. Верховный Суд также имеет право проверить законность лишения свободы любого лица, находящегося в заключении или арестованного на территории Республики.
Парламент имеет право запросить у Верховного Суда мнения по любому вопросу, относящемуся к его полномочиям. В таком случае Верховный Суд обязан дать ответ на поставленные вопросы.